# Pochyta pannosa
Pochyta pannosa är en spindelart som beskrevs av Simon 1903. Pochyta pannosa ingår i släktet Pochyta och familjen hoppspindlar. Inga underarter finns listade i Catalogue of Life.